# Чёрная (река, впадает в Истринское водохранилище)
Чёрная — река в Московской области России. Длина — 24 км, площадь водосборного бассейна — 73,3 км².
Протекает по территории Клинского района и Солнечногорского районов.
Берёт начало в глухом смешанном лесу в 10 км южнее города Высоковска Клинского района, впадает в Истринское водохранилище у деревни Барское-Мелечкино Солнечногорского района. До образования Истринского водохранилища являлась правым притоком Катыша.

## Данные водного реестра
По данным государственного водного реестра России относится к Окскому бассейновому округу, водохозяйственный участок реки — Истра от истока до Истринского гидроузла, речной подбассейн реки — бассейны притоков Оки до впадения Мокши. Речной бассейн реки — Ока.
Код объекта в государственном водном реестре — 09010101412110000023536.